# Османски турци
Османските турци (на турски: Osmanlı Türkleri), също наричани Османлии, са тюркоезично население на Османската империя, формирало основата на военните и управляващите класи на страната. Характерно за езика им (османски турски език) е, че неговата лексика се е състояла от около 70% арабски и персийски заемки, като по-голямата част от арабските заемки (както и в другите тюркски езици) са влезли в османския език през персийски.
Понятието османлии произлиза от първия им султан Осман I (управлявал 1299 – 1324), основател на династия, която управлява Османската империя приблизително 620 години. 
След разпадането на Османската империя, Кемал Ататюрк променя самоназванието им и официално ги обявява за турци, с което име те и изобщо са били известни (както и като „турки“/"тюрки"), но което  е използваемо и за други народи, а особено - за сходни жители на други бейлици, съществували в Мала Азия, от чието смесване и обединяване е образуван техният изначално.

## Произход
Със завоеванията на Арабския халифат в Западна Азия в периода между 6 и 8 век някои от тюркските племена изоставят хилядолетната си вяра в Тангра и стават поклонници на Аллах. Карлуките, един от трите големи клона на тюрките, почти изцяло приемат исляма. В началото на 10 век, вдъхновени от новата вяра, те нахлуват в земите на огузите по река Амударя. През 10 и 11 век, изцяло изслямизирани, те са обединени в държавата Велики Селджук. Селджуците воюват арабите и с Византия, а впоследствие и с кръстоносците, които отначало са призовани на помощ срещу тях от ромеите, след катастрофалната за тях битка при Манцикерт през 1071 г. .
С времето държавата на селджуците се разпада на по-малки владения, а местните управници търсят съюзници сред останалите извън обсега им сродни народности. През 12 век едно туркменско племе на име кайъ, под ръководството на Ертугрул се премества от туркменските степи в посока Запад, под напора на монголските нашествия. Ертугрул успява да се докаже като добър воин пред селджукския (иконийския) султан Кай Кубадх I, който му дава земя (удж) в Мала Азия, станала известна по-късно като Османски бейлик.